# Sátoraljaújhely
Sátoraljaújhely (słow. Nové Mesto pod Šiatrom, niem. Neustadt am Zeltberg) – miasto powiatowe w północno-wschodnich Węgrzech, w komitacie Borsod-Abaúj-Zemplén.

## Położenie
Sátoraljaújhely leży nad rzeką Roňavą, w dolinie Bodrogu, u południowych podnóży Gór Tokajsko-Slańskich, na północnej granicy regionu Bodrogköz. W mieście znajdowało się drogowe i kolejowe przejście graniczne Slovenské Nové Mesto – Sátoraljaújhely. Zaczyna się tu droga 37 do Miszkolca. Lokalne drogi łączą miasto z miejscowościami Gönc i Zemplénagárd.

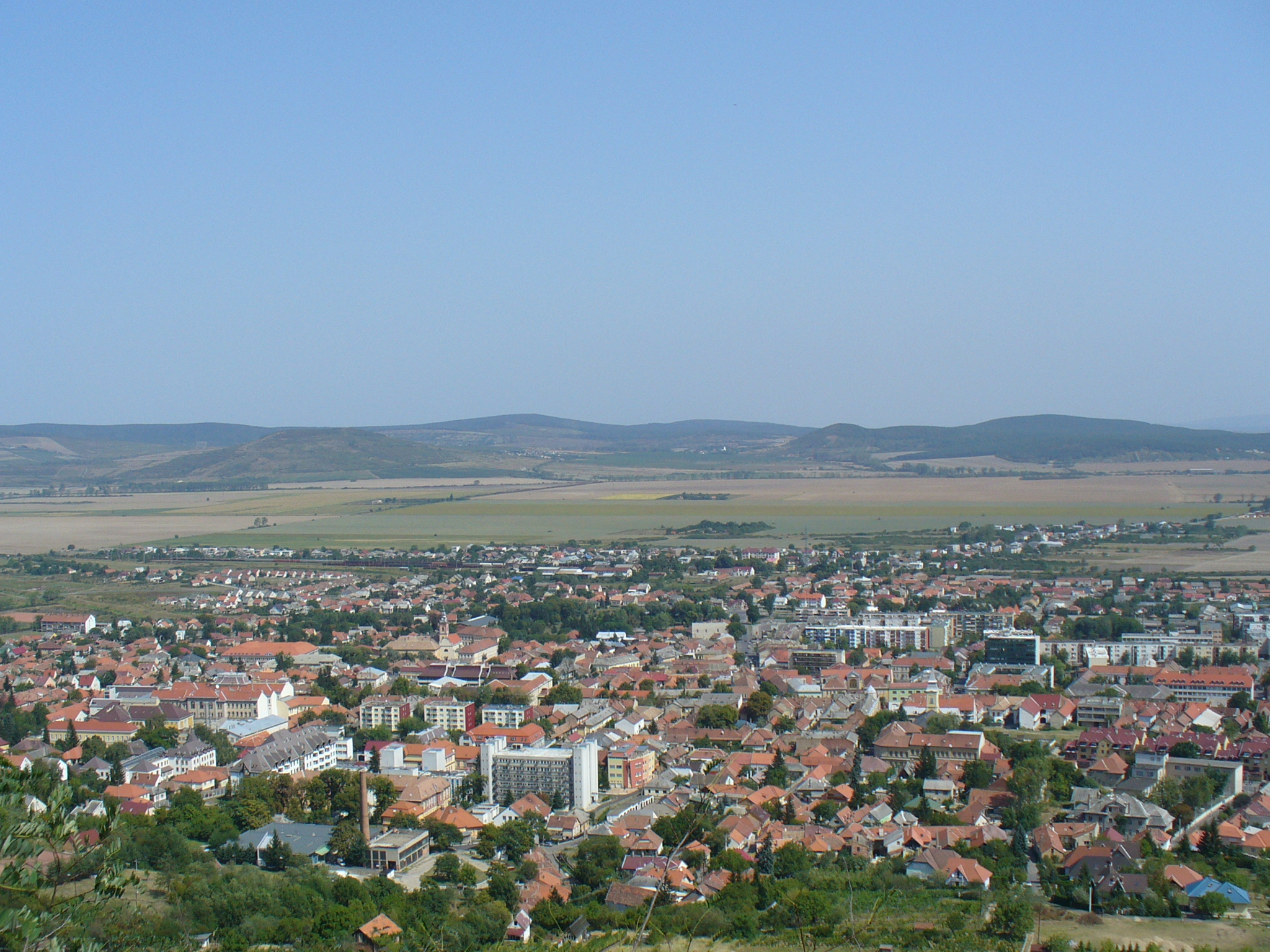
Panorama Sátoraljaújhely – w północnej części widać linię kolejową oraz stację – dawne przedmieścia miasta – Kisújhely, obecnie Słowackie Nowe Miasto

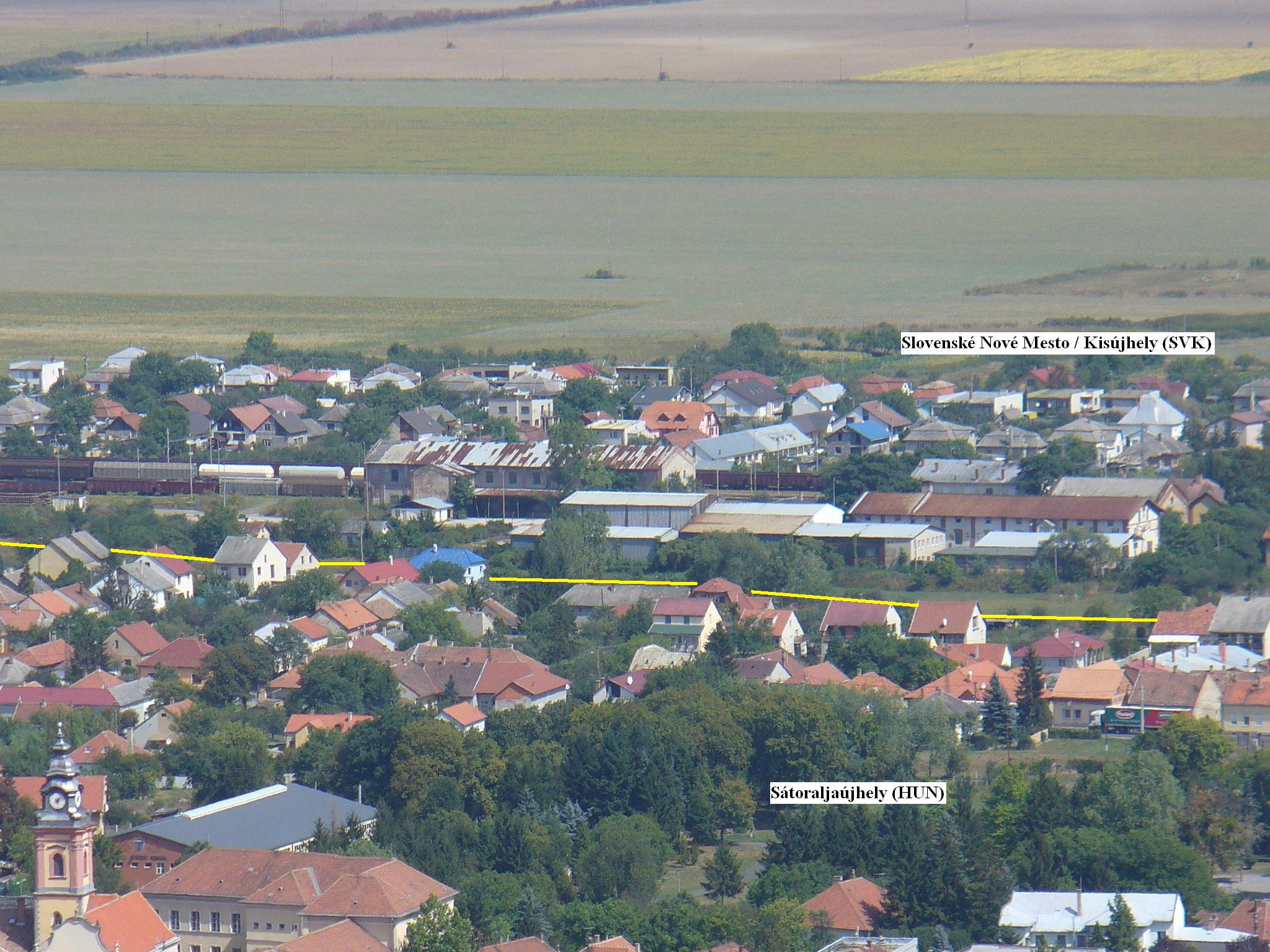
Przebieg granicy pomiędzy miastem a dawnymi wschodnimi przedmieściami. Widoczna linia kolejowa oraz budynki dworca w Słowackim Nowym Mieście

## Historia
Na miejscu dzisiejszego Sátoraljaújhely już od czasów objęcia tych terenów przez Węgrów aż do najazdu mongolskiego lat 1240–1241 istniała węgierska osada Sátoralja (węg. "pod namiotem" – od kształtu pobliskiego wzgórza). W XIII wieku osada została odbudowana, a do nazwy dodano człon újhely – „nowe miasto”. W 1261 król Stefan V nadał osadzie prawa miejskie. W tym samym okresie zbudowano zamek. Miasto zyskiwało na znaczeniu dzięki położeniu na skrzyżowaniu szlaków handlowych do Polski, Rosji i Siedmiogrodu i stawało się ośrodkiem kultury. Od XVII wieku miasto należało do rodu Rakoczych, wtedy też do Sátoraljaújhely przeniesiono władze komitatu Zemplén. W XVII i XVIII wieku ludność Sátoraljaújhely brała udział w powstaniach przeciwko Habsburgom. W połowie XIX wieku zaczął się intensywny rozwój przemysłu. Po powstaniu Czechosłowacji miasto zostało przedzielone granicą państwową biegnącą wzdłuż Roňavy – dzielnica przemysłowa wraz z węzłem kolejowym znalazły się po stronie czechosłowackiej jako Slovenské Nové Mesto (25% ludności i 20% powierzchni przedwojennego miasta); obie części były ponownie połączone w latach 1938–1945). Podczas II wojny światowej Sátoraljaújhely zostało poważnie zniszczone. Po wojnie miasto odbudowano. Obecnie jest ośrodkiem turystyki i sportów zimowych.

## Atrakcje turystyczne
- muzeum Franciszka Kazinczyego – węgierskiego poety i działacza narodowego z XVIII wieku,
- barokowy ratusz,
- cmentarz żydowski z grobem cadyka Mojżesza Tajtelbauma,
- zabytkowe centrum miasta,
- Kalwaria węgierska – miejsce upamiętniające stracone przez Węgrów tereny po traktacie w Trianon,
- archiwum komitatu Zemplén z XVIII i XIX stulecia,
- tzw. Kościół Winny – jedyny zachowany na Węgrzech, w którego podziemiach składowano wino,
- kolejka linowa na górę Magas. Największa na Węgrzech – dł. 1334 m, z 3 stacjami przesiadkowymi. Na górze istnieje możliwość uprawiania sportów zimowych,
- Most Jedności Narodowej - wisząca piesza kładka,
- dworzec kolejowy z przełomu XIX i XX wieku.

## Sátoraljaújhely w filmie
W Sátoraljaújhely toczy się akcja pierwszej części filmu C.K. Dezerterzy – w rzeczywistości jednak zdjęcia kręcono w innych miejscach (m.in. w Twierdzy Modlin, która odgrywała rolę koszar w Sátoraljaújhely).

## Miasta partnerskie
- Franeker,
- Lohja,
- Opole Lubelskie,
- Sindos,
- Sărățeni